# Champia
Champia, rod crvenih algi u porodici Champiaceae,dio reda Rhodymeniales. Postoji 45 priznatih vrsta

## Vrste
1. Champia affinis (J.D.Hooker & Harvey) Harvey
2. Champia bibendum Huisman
3. Champia bifida Okamura
4. Champia caespitosa E.Y.Dawson
5. Champia chathamensis V.J.Chapman & Dromgoole
6. Champia compressa Harvey
7. Champia disticha E.Y.Dawson
8. Champia echigoensis Noda
9. Champia expansa Yendo
10. Champia farlowii M.K.Griffith, C.W.Schneider & C.E.Lane
11. Champia feldmannii Díaz-Piferrer
12. Champia gigantea M.J.Wynne
13. Champia globulifera Børgesen
14. Champia harveyana D.L.Ballantine & C.Lozada-Troche
15. Champia hasselbringii C.W.Schneider & G.W.Saunders
16. Champia indica Børgesen
17. Champia inkyui Y.H.Koh, G.Y.Cho & M.S.Kim
18. Champia insignis A.H.S.Lucas
19. Champia insularis C.W.Schneider & G.W.Saunders
20. Champia irregularis (Zanardini) Piccone
21. Champia japonica Okamura
22. Champia kotschyana Endlicher & Diesing
23. Champia laingii Lindauer
24. Champia lubrica Mas.Suzuki & Yoshizaki
25. Champia lumbricalis (Linnaeus) Desvaux - tip
26. Champia minuscula A.B.Joly & Ugadim
27. Champia novae-zelandiae (J.D.Hooker & Harvey) Harvey
28. Champia parvula (C.Agardh) Harvey
29. Champia patula Huisman & G.W.Saunders
30. Champia plumosa P.Anand
31. Champia pseudoparvula Huisman & G.W.Saunders
32. Champia puertoricensis Lozada-Troche & D.L.Ballantine
33. Champia recta Noda
34. Champia salicornioides Harvey
35. Champia somalensis Hauck
36. Champia spathulata Weber Bosse
37. Champia stipitata Huisman
38. Champia subcompressa Huisman
39. Champia taironensis Bula-Meyer
40. Champia tripinnata Zanardini
41. Champia vieillardii Kützing
42. Champia viridis C.Agardh
43. Champia womersleyi A.J.K.Millar
44. Champia zonata (J.Agardh) J.Agardh
45. Champia zostericola (Harvey) Reedman & Womersley

## Vanjske poveznice
|  | Zajednički poslužitelj ima još gradiva o temi Champia |
|  | Wikivrste imaju podatke o taksonu Champia             |